# MTZ

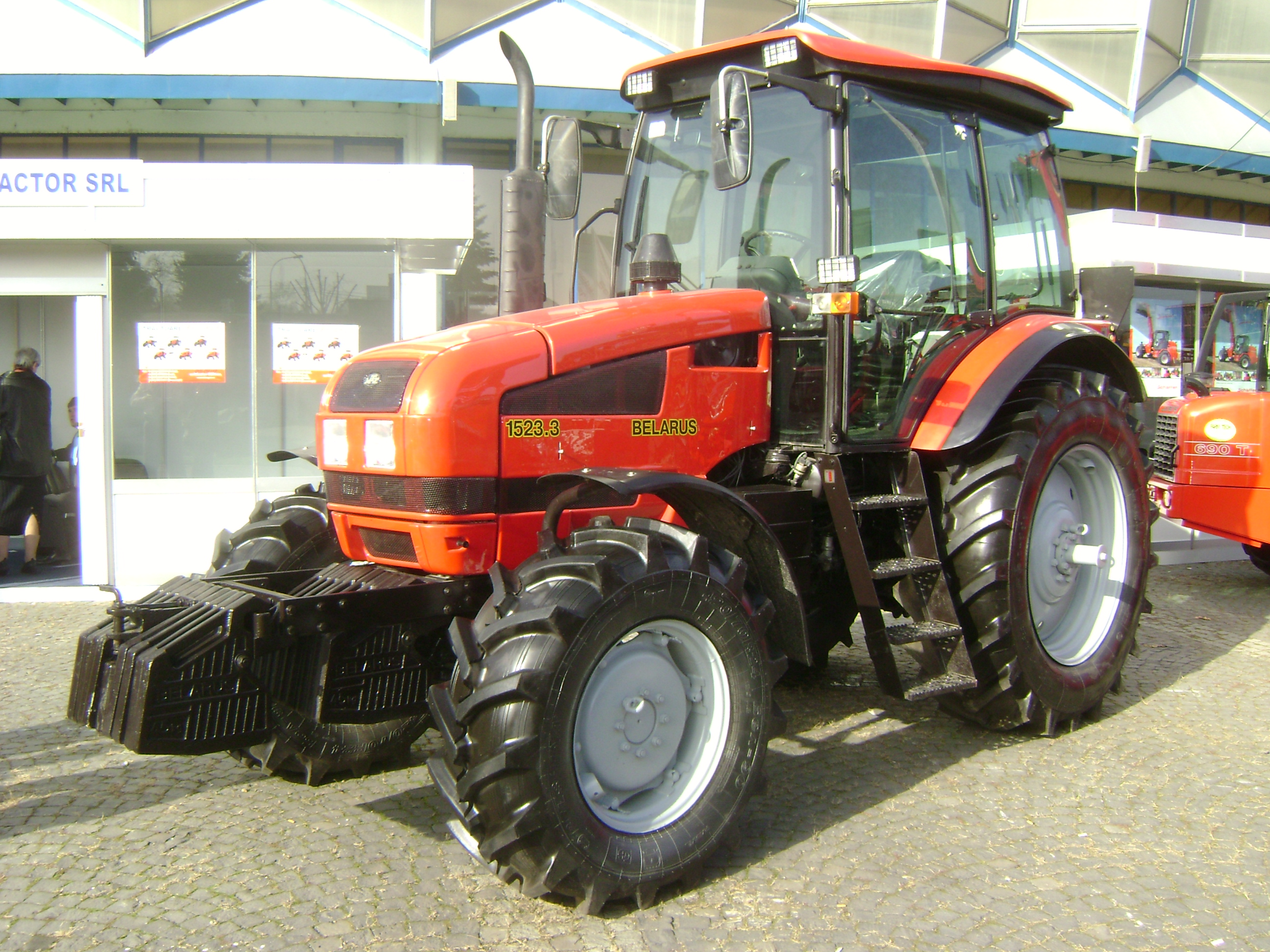
Belarus-traktor.

Minski traktarny zavod, MTZ är en belarusisk statlig traktortillverkare med säte i Minsk. Företagets produkter säljs under märket Belarus.
Företaget grundades 1946  genom ett beslut av Sovjetunionens ministerråd. Tillverkningen bestod ursprungligen av motorer och bandtraktorer. 1953 påbörjades tillverkningen av konventionella traktorer med gummihjul, under namnet Belarus. MTZ 80-serien, som tillverkats sedan 1970-talet är världens mest tillverkade traktormodell.

## Försäljning i Sverige
I Sverige började traktorer av märket Belarus säljas på 1970-talet av sovjettägda handelshuset Matreco. Dessa traktorer var tillverkade av olika fabriker i Sovjetunionen. I slutet av 1980-talet fördes försäljningen av jordbruksmaskiner över till bolaget Konela Sweden. 1989 bildades företaget Nordisk Lantbruksimport AB, NOLI som blev officiell representant för märket i Sverige och som fortsatte importera traktorer från det självständiga Belarus.  I augusti 2020 meddelade NOLI att inga nya Belarus-traktorer importerats de senaste åren med anledning av miljökrav och certifieringsproblem. 